# Big Spring
Big Spring is een plaats (city) in de Amerikaanse staat Texas, en valt bestuurlijk gezien onder Howard County.

## Demografie
Bij de volkstelling in 2000 werd het aantal inwoners vastgesteld op 25.233.
In 2006 is het aantal inwoners door het United States Census Bureau geschat op 24.222, een daling van 1011 (-4,0%).

## Geografie
Volgens het United States Census Bureau beslaat de plaats een oppervlakte van
49,7 km², waarvan 49,5 km² land en 0,2 km² water.

## Plaatsen in de nabije omgeving
De onderstaande figuur toont nabijgelegen plaatsen in een straal van 40 km rond Big Spring.

## Geboren
- Betty Buckley (3 juli 1947), actrice